# Бакленд (Средиземье)
Ба́кленд (англ. Buckland, варианты перевода — Бэ́кланд, Бакови́ны, Заско́чье, Забре́ндия) — в мире, созданном Дж. Р. Р. Толкином, так называемые «восточные пределы» Шира. От основной части Шира его отделяет река Брендивайн.

## История Бакленда
Несмотря на то, что Бакленд находится ближе к Пригорью — самому первому поселению хоббитов в Эриадоре, основан он был позже чем Шир (основание Шира — 1601 г. Т. Э.; основание Бакленда — 2340 г. Т. Э.).
История Бакленда начинается одновременно со строительством Бренди Холла (англ. Brandy Hall), или Брендивайнских Палат — родовой усадьбы старейшего рода Бакленда, Брендибаков, вокруг которого впоследствии возник и главный город Бакленда — Баклбери (англ. Bucklebury):

…Главным посёлком Бэкланда считался Бэкбери, раскинувшийся за Брендивинскими Палатами — на крутом берегу реки и прилегающих холмах.— Толкин Дж. Р. Р. Властелин Колец: том I «Содружество Кольца», глава 5 «Заговорщики сбрасывают маски». — Пер. М. Каменкович, В. Каррика

…Здешние земли оказались открытыми на восток. Из–за этого пришлось создать Заплот — живую изгородь, над которой потрудилось не одно поколение местных садовников. От Брендидуинского Моста Заплот охватывал берег с востока широкой петлёй до самого впадения Ивлинки, вытекавшей из Древлепущи, — а это, пожалуй, от конца до конца миль двадцать. Выглядел Заплот здорово, но вряд ли мог считаться надёжной защитой. На ночь всё равно запирались, чего во всех других уголках Шира отродясь не делали.— Толкин Дж. Р. Р. Властелин Колец: том I «Братство Кольца», глава 5 «Заговорщики». — Пер. Н. Григорьевой
Здесь упоминается Старый лес, расположившийся к востоку и к югу от Бакленда, в который и попал Фродо, направляясь в Пригорье. Таким образом, упомянутый Заплот является северной, восточной и южной границей Бакленда.
Бакленд можно назвать практически независимой областью Шира, поскольку власть мэра Мичел Делвинга и Тана распространялась на него чисто номинально, а фактическими правителем Бакленда являлся Хозяин Бакленда (Управитель Хоромин). Таким правителем стал Мериадок Брендибак в начале Четвёртой Эпохи.

## Население
Население Бакленда составляли хоббиты, в основном семейство Брендибаков. Жили они как в Баклбери, так и в небольших одноэтажных усадьбах к востоку от Хоромин.
Жители основной части Шира считают, что хоббиты из Бакленда «ненашенские, чудные» (англ. queer), так как они «живут по какую не надо сторону» реки Брендивайн, «впёрлись» в Старый лес, да ещё и «плавают там почем зря посередь реки». Для миссии возвращения Кольца, фактически символизирующей «отказ от власти», Толкину потребовался именно такой «странный» хоббит Фродо, у которого мать была из семейства Брендибаков в Бакленде.
Чтобы выделить хоббитов Бакленда, Толкин даёт им валлийские имена — Мадок, Берилак (англ. Madoc, Berilac) и т. п.

## Использование образа вне произведения
- Фолко Брендибэк, главный герой трилогии «Кольцо Тьмы» писателя Ника Перумова, — родом из Бакленда.
- В игре Властелин Колец Онлайн: Тени Ангмара, Книга 1 Глава 7 называется — «Рог Забрендии».[4]
- В сериале Зачарованные название Бэклэнд использовалось как название музея.